# Bachman-Turner Overdrive
A Bachman-Turner Overdrive egy kanadai rockegyüttes.
Tagok: Fred Turner, Randy Bachman, Mick Dalla Vee, Marc LaFrance és Brent Howard.
A zenekar 1973-ban alakult meg a manitoba-i Winnipeg-ban. Az együttesben főleg a Bachman testvérek játszottak, de ők elhagyták a zenekart az évek alatt.
Randy alapította meg az együttest, miután kilépett a népszerű The Guess Who-ból. Felkereste Fred Turner-t, és így megalakult a Bachman-Turner Overdrive. Fennállásuk alatt 9 nagylemezt jelentettek meg. Az évek során többször is feloszlottak. Először 1973-tól 1979-ig működtek, majd 1983-tól 2005-ig, végül 2009-től 2014-ig, ekkor Bachman and Turner néven.

## Diszkográfia

### Stúdióalbumok
- Bachman-Turner Overdrive (1973)
- Bachman-Turner Overdrive II (1973)
- Not Fragile (1974)
- Four Wheel Drive (1975)
- Head On (1975)
- Freeways (1977)
- Street Action (1978)
- Rock'N'Roll Nights (1979)
- Bachman-Turner Overdrive (1984)